# Zli mačak Serafettin
Zli mačak Serafettin (eng. Bad Cat) je turski računalno-animirani film studija Anima İstanbul iz  2016. Redatelji filma su Mehmet Kurtuluş i Ayşe Ünal.
Premijera filma Zli mačak Serafettin bila je 5. veljače 2016. Film je prenošen na Cinemax televiziji 25. kolovoza 2017.

## Nagrade
- SIYAD Turkish Film Critics Association Award 2017 - Najbolji film u kategoriji fantastika[3]

## Vanjske poveznice

### Mrežna mjesta
- (engl.) Službena stranica
- (tur.) Službena stranica
- (engl.) Zli mačak Serafettin u internetskoj bazi filmova IMDb-a